# Nacaduba korene
Nacaduba korene är en fjärilsart som beskrevs av Druce 1891. Nacaduba korene ingår i släktet Nacaduba och familjen juvelvingar. Inga underarter finns listade i Catalogue of Life.